# Лейк-Норман-оф-Катоба (Північна Кароліна)
Лейк-Норман-оф-Катоба (англ. Lake Norman of Catawba) — переписна місцевість (CDP) в США, в окрузі Кетоба штату Північна Кароліна. Населення — 8658 осіб (2020).

## Географія
Лейк-Норман-оф-Катоба розташований за координатами 35°35′59″ пн. ш. 80°58′59″ зх. д. / 35.59972° пн. ш. 80.98306° зх. д. (35.599599, -80.983145).  За даними Бюро перепису населення США в 2010 році переписна місцевість мала площу 83,83 км², з яких 61,74 км² — суходіл та 22,09 км² — водойми.

## Демографія
Згідно з переписом 2010 року, у переписній місцевості мешкало 7411 осіб у 3051 домогосподарстві у складі 2298 родин. Густота населення становила 88 осіб/км².  Було 4045 помешкань (48/км²).
Расовий склад населення:
| - 95,0 % — білих - 2,5 % — чорних або афроамериканців - 0,7 % — азіатів - 0,2 % — корінних американців |

До двох чи більше рас належало 1,2 %. Частка іспаномовних становила 2,0 % від усіх жителів.
За віковим діапазоном населення розподілялося таким чином: 19,8 % — особи молодші 18 років, 64,5 % — особи у віці 18—64 років, 15,7 % — особи у віці 65 років та старші. Медіана віку мешканця становила 46,5 року. На 100 осіб жіночої статі у переписній місцевості припадало 99,1 чоловіків;  на 100 жінок у віці від 18 років та старших — 97,9 чоловіків також старших 18 років.
Середній дохід на одне домашнє господарство  становив 93 897 доларів США (медіана — 69 710), а середній дохід на одну сім'ю — 104 499 доларів (медіана — 81 179). Медіана доходів становила 60 085 доларів для чоловіків та 45 919 доларів для жінок. За межею бідності перебувало 3,9 % осіб, у тому числі 1,2 % дітей у віці до 18 років та 4,2 % осіб у віці 65 років та старших.
Цивільне працевлаштоване населення становило 3554 особи. Основні галузі зайнятості: науковці, спеціалісти, менеджери — 16,0 %, освіта, охорона здоров'я та соціальна допомога — 12,9 %, роздрібна торгівля — 12,8 %.